# Medicinska forskningsrådet
Medicinska forskningsrådet (MFR) var en tidigare svensk myndighet som existerade 1945 till 2000. MFR var ett forskningsråd som förmedlade finansiering till forskning, kompetensutveckling och metodutveckling inom medicin, odontologi, veterinärmedicin och farmaci vid svenska universitet och högskolor samt vid undervisningssjukhus.
År 1995 avgick forskningsrådets styrelse. En avgörande orsak var kritik från justitiekanslern. Rådet kritiserades för att man hade undanhållit sina 11 ordinarie granskningskommittéer från att ta ställning till fördelning av forskningsanslag och i stället lät internt valda smågrupper detaljmotivera mycket stora satsningar på egna forskningsområden. Utöver den kritik som ledde till rådets avgång hävdade Agnes Wold och Christine Wennerås att rådets granskningskommittéer könsdiskriminerade bättre meriterade kvinnor och istället gav forskartjänster till män.
Från 1 januari 2001 ersattes MFR och flera andra svenska forskningsråd av Vetenskapsrådet.